# Trifluormethyltrimethylsilan
Trifluormethyltrimethylsilan je organokřemičitá sloučenina se vzorcem CF3Si(CH3)3. Tato bezbarvá kapalina se používá v organické chemii k napojení trifluormethylové skupiny na molekulu. Látku poprvé připravil roku 1984 Ingo Ruppert; o její využití jako činidla se zasloužil G. K. Surya Prakash.

## Příprava
Trifluormethyltrimethylsilan se připravuje reakcí trimethylsilylchloridu s bromtrifluormethanem za přítomnosti fosforitého činidla, které slouží jako akceptor halogenu.

## Použití
Trifluormethyltrimethylsilan za přítomnosti aniontového spouštěče (M+ X−) reaguje s aldehydy a ketony za vzniku trimethylsilyletherů, které jsou přímými produkty vložení karbonylu na vazbu Si-CF3. Následnou hydrolýzou vznikají trifluormethylované deriváty methanolu. Ruppertovo činidlo lze také použít k přeměně esterů na trifluormethylketony, obvyklým spouštěčem je rozpustná sloučenina obsahující fluoridovou skupinu, jako je například tetrabutylamoniumfluorid, může však jít rovněž o alkoxid, například terc-butoxid draselný.
Prvním krokem mechanismu je vznik Si(CH3)3X a značně reaktivního trifluormethidového meziproduktu [CF3]−. Ten atakuje karbonyl za vzniku alkoxidového aniontu, alkoxid je následně činidlem silylován za tvorby konečného produktu, který se rychle spojuje s [CF3]− za vratného vzniku komplexu [(CF3)2Si(CH3)3]−. Tento komplex nemůže reagovat s karbonylem přímo, což vede k inhibici řetězcové reakce; tato inhibice je všech reakcí Ruppertova činidla, které jsou iniciovány aniontem, rychlost reakce je ovlivňována převážně kationtem (M+).
Trifluormethyltrimethylsilan ve velké míře nahradil trifluormethyllithium, které nelze izolovat a rychle se rozpadá na fluorid lithný a difluorkarben.